# 자마시나이데 Here We Go!/도큐노코사인/와카인다시!
《자마시나이데 Here We Go!/도큐노코사인/와카인다시!》(邪魔しないで Here We Go!／弩級のゴーサイン／若いんだし! 방해하지마 Here We Go!/대형의 코사인/젊고![*])는 2017년 10월 4일 발매된 모닝구무스메'17의 예순네 번째 싱글이다.

## 개요
- 14기 멤버(모리토 치사키)가 합류 후 첫 발매되는 싱글.
- 쿠도 하루카의 마지막 참가 싱글
- 초회한정반 A, B, SP, 통상반 A, B, C, 쿠도 하루카 (모닝구무스메'17)반의 6 형태로 발매.
- 초회한정반 A, B, SP, 쿠도 하루카 (모닝구무스메'17)반에는 DVD가 같이 수록되고 있다.
- 모든 초회한정반에는 이벤트 추첨 일련 번호 카드가 봉입되고 있다.

## 수록곡

### CD
1. 邪魔しないで Here We Go!
작사, 작곡 : 층쿠 / 편곡 : 오쿠보 카오루
2. 弩級のゴーサイン
작사 : 코다마 아메코 / 작곡 : 호시베 쇼우 / 편곡 : Yocke
3. 若いんだし!
작사, 작곡 : 층쿠 / 편곡 : 히라타 쇼이치로
4. 邪魔しないで Here We Go! (Instrumental)
5. 弩級のゴーサイン (Instrumental)
6. 若いんだし! (Instrumental)

### DVD
초회한정반 A
1. 邪魔しないで Here We Go! (Music Video)

초회한정반 B
1. 弩級のゴーサイン (Music Video)

초회한정반 C
1. 若いんだし! (Music Video)

초회한정반 SP
1. 邪魔しないで Here We Go! (Dance Shot ver.)
2. 弩級のゴーサイン (Dance Shot ver.)
3. 若いんだし! (Dance Shot ver.)

쿠도 하루카 (모닝구무스메'17)반
1. 若いんだし! (쿠도 하루카 Solo Ver.)
2. 若いんだし! (촬영 메이킹 영상)

## 차트
- 일간최고순위 1위 (오리콘 차트)
- 주간최고순위 2위 (오리콘 차트)